# Je suis vivante et je vous aime
Pour plus de détails, voir Fiche technique et Distribution.
Je suis vivante et je vous aime est un film français réalisé par Roger Kahane et sorti en 1998.

## Synopsis
Pendant l'occupation en France, un cheminot trouve un message tombé d'un train de déportés, avec quelques mots « Je suis vivante et je vous aime - Sarah » ainsi qu'une adresse. Il découvre que le fils de Sarah, qui n'a que quatre ans, a échappé à la rafle.

## Fiche technique
- Titre anglais : I'm Alive and I Love You
- Réalisation : Roger Kahane
- Scénario : Roger Vrigny, Roger Kahane
- Producteur : Gabriel Auer
- Production : Forum Films, 13 Productions
- Image : János Kende
- Musique : Philippe Sarde
- Montage : Jeanne Moutard, Anne Saint Macary
- Durée : 95 minutes
- Date de sortie :
  -  France : 30 décembre 1998
  -  Belgique : 11 août 1999

## Distribution
- Jérôme Deschamps : Julien
- Dorian Lambert : Thibaud
- Agnès Soral : Lucie
- Alain Cauchi : Bernard
- Catherine Aymerie : Sarah
- Yvette Merlin : Yvonne
- Olivier Gourmet : Etienne
- Tibor Kenderesi : Milan
- Ilona Kassai : Pépie
- Jean-Paul Schintu : Chef de gare
- Zoltán Berzsenyi : Bahnhof
- François Creton : Roland
- Anne Alexandre : Léontine
- Wolfgang Pissors

## Distinctions
- Prix du public au Festival international du film francophone de Namur
- Prix du public au Festival du film juif de Washington[1]